# NIC-16
La NIC-16 es una autopista nacional catalogada como troncal secundaria ubicada en Nicaragua. La carretera inicia en el Noreste en la NIC-1 en el departamento de Rivas hasta finalizar en el Suroeste en el centro de San Juan del Sur, Departamento de Rivas.